# منتصر أبو زيد
منتصر فؤاد عبد الرحمن أبو زيد (وُلد في 27 يناير 1955 في قباطية) دبلوماسي فلسطيني، كان سفيرًا لدولة فلسطين لدى نيجيريا بين عامي 2012 و2015. ويشغل منذ تقديمه أوراق اعتماده في 7 أغسطس 2015 منصب سفير دولة فلسطين لدى كازاخستان.

## الحياة السياسية
التحق أبو زيد بحركة فتح بداية عقد 1970، وفي عام 1973 اُعتقل بتهمة الانتماء لها. غادر الضفة الغربية إلى لبنان حيث التحق بقوى الثورة الفلسطينية عام 1975، وشارك في صد الغزو الإسرائيلي لبيروت عام 1982. في عام 1984، عُين أمينًا لسر حركة فتح في إقليم أوكرانيا، وممثلًا لجهاز الأرض المحتلة لدى الاتحاد السوفيتي. حصل على درجة الماجستير في العلاقات الدولية عام 1987 من جامعة كييف الحكومية.

## الحياة الدبلوماسية
في عام 1988، كُلف نائبًا لسفير دولة فلسطين لدى كينيا. في عام 1990، كُلف قائمًا بأعمال السفارة الفلسطينية في ألبانيا. في عام 1991، عُين وزيرًا مفوضًا ونائبًا لسفير دولة فلسطين لدى اليونان، واستمر 12 عامًا.
في عام 2002، عُين سفيرًا لدولة فلسطين لدى روسيا البيضاء واستمر حتى سبتمبر 2010. وفي عام 2012، عُين سفيرًا لدولة فلسطين لدى نيجيريا واستمر حتى عام 2015. وفي عام 2015، عُين سفيرًا لدولة فلسطين لدى كازاخستان، وفي 7 أغسطس 2015 قدم أوراق اعتماده ولا يزال في المنصب.